# رزن (زاکسن-آنهالت)
رزن (به آلمانی: Reesen) یک منطقهٔ مسکونی در آلمان است که در بورگ بای ماگدبورگ واقع شده‌است. رزن ۵۵۶ نفر جمعیت دارد.